# Traducción del Nuevo Mundo de las Santas Escrituras
La Traducción del Nuevo Mundo de las Santas Escrituras (TNM, también simplemente NM) es una traducción de la Biblia publicada por la Watch Tower Bible and Tract Society; es utilizada y distribuida por los Testigos de Jehová. La parte del Nuevo Testamento fue publicada primero, en 1950, como la Traducción del Nuevo Mundo de las Escrituras Griegas Cristianas, y la versión completa de la Traducción del Nuevo Mundo de la Biblia se publicó en 1961.
No es la primera Biblia publicada por la Sociedad Watch Tower, pero es su primera traducción al inglés. Los críticos la han descrito como "sesgada".

## Historia
Hasta la publicación de la Traducción del Nuevo Mundo, los Testigos de Jehová en países de habla inglesa utilizaban principalmente la Versión del Rey Jacobo. Según los editores, una de las principales razones para producir una nueva traducción era que la mayoría de las versiones de la Biblia en uso común, incluida la Versión Autorizada (Rey Jacobo), utilizaban un lenguaje arcaico. La intención declarada era producir una nueva traducción, libre de arcaísmos. Además, a lo largo de los siglos desde que se produjo la Versión del Rey Jacobo, se habían encontrado más copias de manuscritos anteriores de los textos originales en hebreo y griego. Según los editores, mejor evidencia manuscrita había hecho posible determinar con mayor precisión lo que los escritores originales pretendían, especialmente en pasajes más oscuros, permitiendo a los lingüistas comprender mejor ciertos aspectos de los idiomas originales.
Una nueva traducción del Nuevo Testamento, que los Testigos de Jehová suelen referirse como las Escrituras Griegas Cristianas, fue propuesta en octubre de 1946 por el presidente de la Sociedad Watch Tower, Nathan H. Knorr. El trabajo comenzó el 2 de diciembre de 1947, cuando se formó el "Comité de Traducción de la Biblia del Nuevo Mundo", compuesto por Testigos de Jehová que profesaban ser ungidos. Se dice que la Sociedad Watch Tower "se enteró" de la existencia del comité un año después. El comité acordó entregar su traducción a la Sociedad para su publicación y el 3 de septiembre de 1949, Knorr convocó una reunión conjunta de la junta directiva de las corporaciones de Nueva York y Pensilvania de la Sociedad Watch Tower, donde nuevamente anunció a los directores la existencia del comité y que ahora estaba en condiciones de imprimir su nueva traducción moderna al inglés de las Escrituras Griegas Cristianas. Se leyeron varios capítulos de la traducción a los directores, quienes luego votaron para aceptarla como un regalo. La Traducción del Nuevo Mundo de las Escrituras Griegas Cristianas fue publicada en una convención de los Testigos de Jehová en el Yankee Stadium, Nueva York, el 2 de agosto de 1950.
La traducción del Antiguo Testamento, que los Testigos de Jehová denominan las Escrituras Hebreas, fue publicada en cinco volúmenes en 1953, 1955, 1957, 1958 y 1960. La Traducción del Nuevo Mundo de las Santas Escrituras completa se publicó en un solo volumen en 1961, y desde entonces ha pasado por varias revisiones. Las referencias cruzadas que aparecieron en los seis volúmenes separados fueron actualizadas e incluidas en el volumen completo en la revisión de 1984.
En 1961, la Sociedad Watch Tower comenzó a traducir la Traducción del Nuevo Mundo al neerlandés, francés, alemán, italiano, portugués y español; el Nuevo Testamento en estos idiomas se publicó simultáneamente en julio de 1963 en Milwaukee, Wisconsin. Para 1989, la Traducción del Nuevo Mundo había sido traducida a once idiomas, con más de 56,000,000 de copias impresas.
Durante muchos años, se pensó que la Traducción del Nuevo Mundo era la primera traducción original de la Sociedad Watch Tower de los antiguos textos bíblicos en hebreo bíblico, griego koiné y aramaico antiguo, hasta el redescubrimiento de la Magdeburger Bibel ("Biblia de Magdeburgo") en alemán, formalmente llamada Die heiligen Schriften ("Las Santas Escrituras").

### Traductores
La Traducción del Nuevo Mundo fue producida por el Comité de Traducción de la Biblia del Nuevo Mundo, formado en 1947. Se dice que este comité estaba compuesto por miembros anónimos de diversos orígenes nacionales. El comité solicitó que la Sociedad Watch Tower no publicara los nombres de sus miembros, afirmando que no querían "darse publicidad a sí mismos, sino que toda la gloria fuera para el Autor de las Escrituras, Dios," y agregaron que la traducción "debería dirigir al lector, no a los traductores, sino al Autor de la Biblia, Jehová Dios". Los editores declararon que "los detalles de [la formación universitaria u otra educación de los miembros del Comité de Traducción de la Biblia del Nuevo Mundo] no son lo importante" y que "la traducción testifica su cualificación".

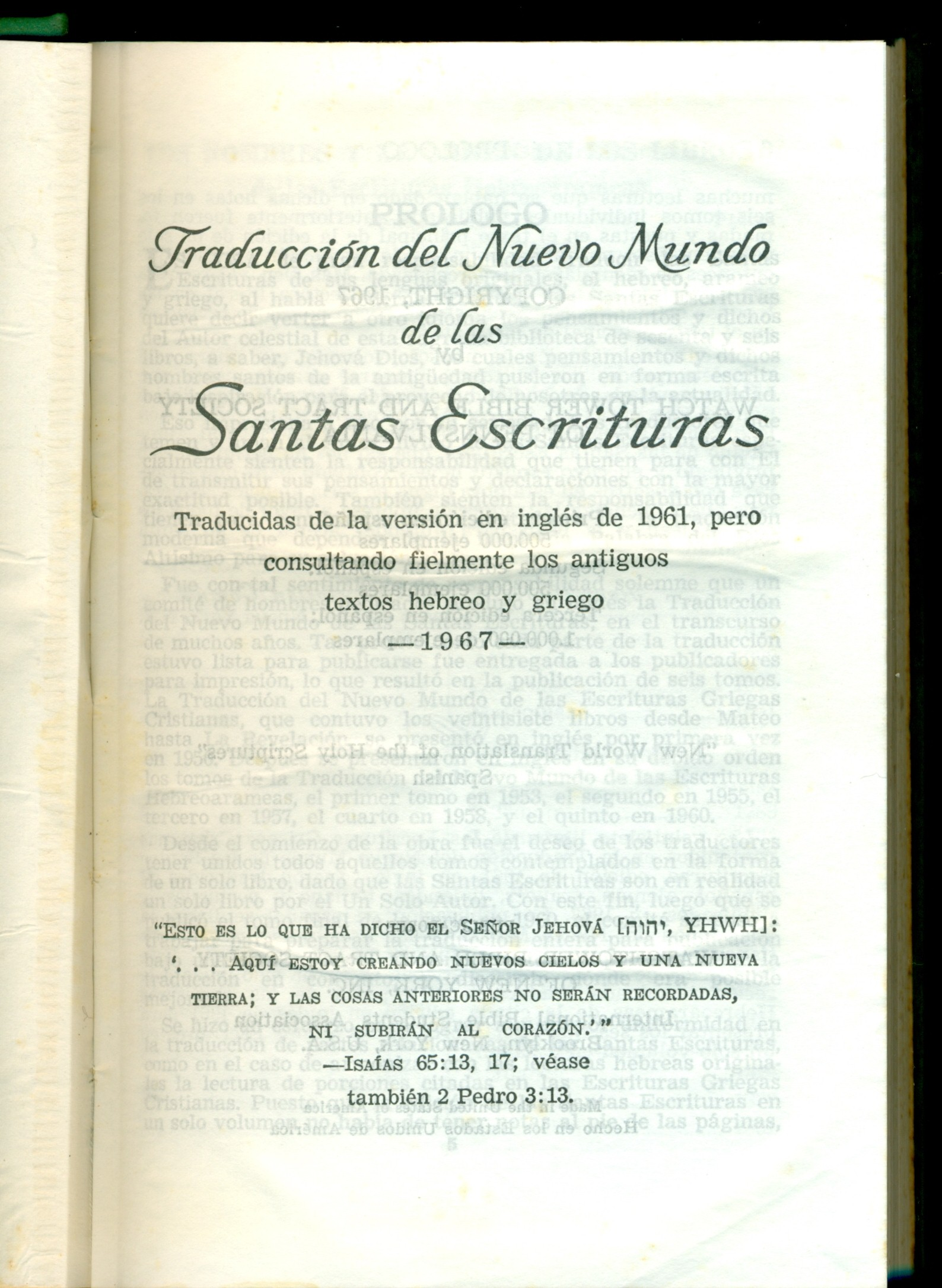
Portada del libro en castellano publicado en 1967.

Antiguos miembros de alto rango de la Sociedad Watch Tower han identificado a varios miembros del equipo de traducción. En 1983, el exmiembro del Cuerpo Gobernante Raymond Franz mencionó a Nathan H. Knorr, Frederick W. Franz, Albert D. Schroeder, George D. Gangas y Milton G. Henschel como miembros del equipo de traducción, añadiendo que solo Frederick Franz tenía suficiente conocimiento en lenguas bíblicas. Refiriéndose a los miembros identificados, el ministro evangélico Walter Ralston Martin dijo en 1997: "El comité de traducción de la Biblia del Nuevo Mundo no tenía traductores conocidos con títulos reconocidos en exégesis o traducción de griego o hebreo... Ninguno de estos hombres tenía educación universitaria excepto Franz, quien dejó la escuela después de dos años, sin completar siquiera un título de grado." Frederick Franz había declarado que estaba familiarizado no solo con hebreo, sino también con griego, latín, español, portugués, alemán y francés para el propósito de la traducción bíblica. En 2003, Jason BeDuhn señaló: "los miembros del equipo de traducción permanecen anónimos, al igual que lo hacen para la NKJB y la Lockman Foundation's NASB".

### Departamento de Servicios de Traducción
En 1989, se estableció un Departamento de Servicios de Traducción en la sede mundial de los Testigos de Jehová, supervisado por el Comité de Redacción del Cuerpo Gobernante. El objetivo del Departamento de Servicios de Traducción era acelerar la traducción de la Biblia con la ayuda de la tecnología informática. Anteriormente, algunos proyectos de traducción bíblica duraban veinte años o más. Bajo la dirección del Departamento de Servicios de Traducción, la traducción del Antiguo Testamento en un idioma particular puede completarse en tan solo dos años. Durante el período de 1963 a 1989, la Traducción del Nuevo Mundo se hizo disponible en diez idiomas adicionales. Desde la formación del Departamento de Servicios de Traducción en 1989, ha habido un aumento significativo en el número de idiomas en los que la Traducción del Nuevo Mundo ha estado disponible.

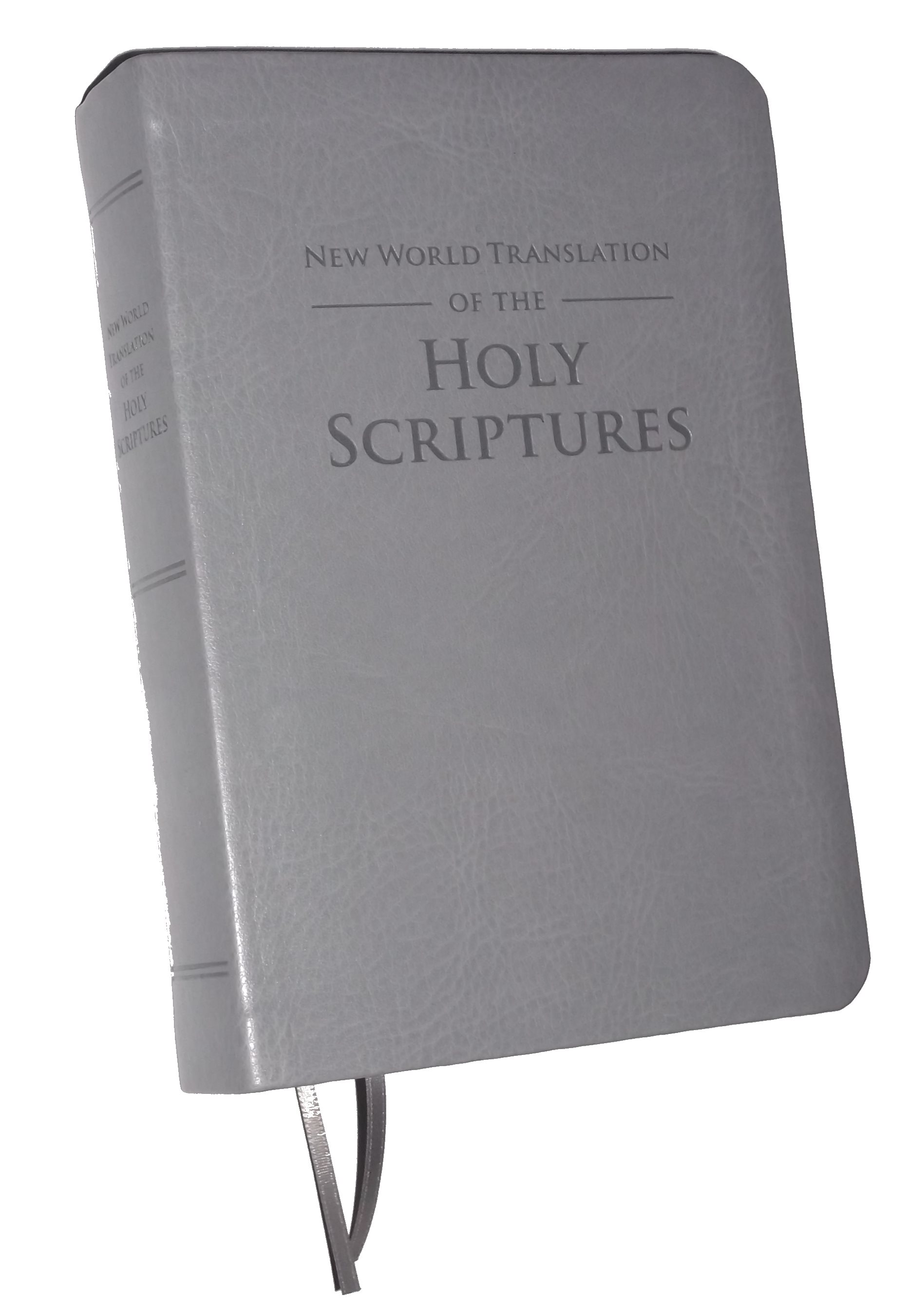
Traducción del Nuevo Mundo Edición 2013 en inglés

### Revisión de 2013
En la reunión anual de la Sociedad Watch Tower el 5 de octubre de 2013, se lanzó una traducción significativamente revisada. Refiriéndose a la nueva revisión, los editores declararon: "Ahora hay aproximadamente un 10 por ciento menos de palabras en inglés en la traducción. Se revisaron algunos términos bíblicos clave. Algunos capítulos se cambiaron a formato poético y se añadieron notas aclaratorias en la edición regular".
La Pericope Adulterae (Juan 7:53 – 8:11) y las Conclusiones corta y larga de Marcos 16 (Marcos 16:8–20), que estaban separadas del texto principal en ediciones anteriores, fueron eliminadas. La nueva revisión también se lanzó como parte de una aplicación llamada JW Library. A febrero de 2025, la edición de 2013 de la Traducción del Nuevo Mundo ha sido traducida, en su totalidad o en parte, a 307 idiomas.

## Traducción
Según la Sociedad Watch Tower, la Traducción del Nuevo Mundo intenta transmitir el sentido pretendido de las palabras en el idioma original según el contexto. La Traducción del Nuevo Mundo original emplea cerca de 16,000 expresiones en inglés para traducir aproximadamente 5,500 términos griegos bíblicos, y más de 27,000 expresiones en inglés para traducir aproximadamente 8,500 términos hebreos. Los traductores afirman que, donde sea posible en el idioma objetivo, la Traducción del Nuevo Mundo prefiere interpretaciones literales y no parafrasea el texto original.

### Base textual
El texto maestro utilizado para traducir el Antiguo Testamento al inglés fue la Biblia Hebraica de Kittel. Los textos hebreos, Biblia Hebraica Stuttgartensia y Biblia Hebraica Quinta, se utilizaron para preparar la última versión de esta traducción. Otros trabajos consultados en la preparación de la traducción incluyen los Targums arameos, los Rollos del Mar Muerto, la Torá samaritana, la Septuaginta griega, la Vulgata latina, el Texto masorético, el Códice de El Cairo, el Códice de Alepo, el Texto Hebreo de Christian David Ginsburg y el Códice de Leningrado.
El texto maestro griego de los eruditos de la Universidad de Cambridge, B. F. Westcott y F. J. A. Hort (1881) se utilizó como base para traducir el Nuevo Testamento al inglés. El comité también se refirió al Novum Testamentum Graece (18ª edición, 1948) y a los trabajos de los eruditos jesuitas José M. Bover (1943) y Augustinus Merk (1948). El texto de las Sociedades Bíblicas Unidas (1975) y el texto de Nestle-Aland (1979) se utilizaron para actualizar las notas al pie en la versión de 1984. Otros trabajos consultados en la preparación de la Traducción del Nuevo Mundo incluyen la Versión Armenia, las Versiones Coptas, la Vulgata Latina, los Textos Latinos Revisados de Sisto y Clemente, el Textus Receptus, el texto griego de Johann Jakob Griesbach, el Diaglott enfático y varios papiros.

### Otros idiomas
La traducción a otros idiomas se basa en el texto en inglés, complementado con la comparación con el hebreo y el griego. La Traducción del Nuevo Mundo completa se ha publicado en más de cien idiomas o escrituras, y el Nuevo Testamento está disponible en más de cincuenta idiomas adicionales.
Cuando el Comité de Escritura aprueba la traducción de la Biblia a un nuevo idioma, nombra a un grupo de testigos de Jehová bautizados para que sirvan como equipo de traducción. A los traductores se les proporciona una lista de palabras y expresiones comúnmente usadas en la Traducción del Nuevo Mundo en inglés con palabras relacionadas agrupadas (por ejemplo, expiar, expiación o propiciación). Luego se compone una lista de equivalentes en el idioma vernáculo. Se dispone de una base de datos de términos griegos y hebreos para los casos en que un traductor tenga dificultades para traducir un versículo. Los términos vernáculos se aplican luego al texto en el idioma de destino. Posteriormente, se realiza una edición y traducción adicional para producir una versión final.

## Características
El diseño se asemeja a la edición de 1901 de la American Standard Version. Los traductores usan los términos "Escrituras Hebreo-Aramaicas" y "Escrituras Griegas Cristianas" en lugar de "Antiguo Testamento" y "Nuevo Testamento", afirmando que el uso de "testamento" se basaba en un malentendido de 2 Corintios 3:14. Se incluyeron encabezados en la parte superior de cada página para ayudar a localizar textos; estos fueron reemplazados en la revisión de 2013 por un "Esquema de Contenidos" que introduce cada libro de la Biblia. También hay un índice que lista las escrituras por tema.
Se añadieron corchetes [ ] alrededor de las palabras que fueron insertadas editorialmente, pero se eliminaron a partir de la impresión de 2006. Se usaron corchetes dobles para indicar textos considerados dudosos. El pronombre "ustedes" se imprimió en mayúsculas pequeñas (i.e., USTEDES) para indicar pluralidad, al igual que algunos verbos cuando la pluralidad podía no estar clara. Estas características se descontinuaron en la edición de 2013. La Traducción del Nuevo Mundo intenta indicar acciones progresivas en lugar de completadas, como "procede a descansar" en Génesis 2:2 en lugar de "descansó". La edición de 2013 indica verbos progresivos solo cuando se considera contextualmente importante.

### Uso deJehová
El nombre Jehová es una traducción del Tetragrámaton (en hebreo: יהוה‎, transliterado como YHWH, aunque se desconoce la pronunciación original). La Traducción del Nuevo Mundo usa el nombre Jehová 6,979 veces en el Antiguo Testamento. Según la Sociedad Watch Tower, el Tetragrámaton aparece en "los fragmentos más antiguos de la Septuaginta griega". En referencia a la Septuaginta, el erudito bíblico Paul E. Kahle declaró: "Ahora sabemos que el texto bíblico griego, en la medida en que fue escrito por judíos para judíos, no tradujo el Nombre Divino por Kyrios, sino que el Tetragrámaton, escrito con letras hebreas o griegas, se mantuvo en tales MSS (manuscritos). Fueron los cristianos quienes reemplazaron el Tetragrámaton por Kyrios, cuando el nombre divino escrito en letras hebreas ya no se entendía". Sin embargo, según el profesor Albert Pietersma, desde tiempos precristianos adonai y el Tetragrámaton se consideraban equivalentes al término griego kyrios. Pietersma afirmó: "Los traductores no se sintieron más obligados a mantener el tetragrama en forma escrita de lo que se sintieron obligados a traducir distintivamente el hebreo el, elohim o shaddai". También considera que los antiguos manuscritos que contienen el tetragrama, como el papiro Fouad 266, "son evidencia de una etapa secundaria".
La Traducción del Nuevo Mundo también utiliza el nombre Jehová 237 veces en el Nuevo Testamento donde los textos existentes solo emplean las palabras griegas kyrios (Señor) y theos (Dios). El uso de Jehová en el Nuevo Testamento es muy raro, pero no es exclusivo de la Traducción del Nuevo Mundo. Walter Martin, un ministro evangélico, escribió: "Se puede demostrar a partir de literalmente miles de copias del Nuevo Testamento griego que el tetragrámaton no aparece ni una sola vez". Sin embargo, los traductores de la Traducción del Nuevo Mundo creían que el nombre Jehová estaba presente en los manuscritos originales del Nuevo Testamento al citar del Antiguo Testamento, pero fue reemplazado por otros términos por copistas posteriores. Basados en este razonamiento, los traductores consideran haber "restaurado el nombre divino", aunque no esté presente en ningún manuscrito existente.

### Ediciones
En 1984, se lanzó una edición de Referencia de la Traducción del Nuevo Mundo además de una revisión del volumen regular. La edición regular incluye varios apéndices que contienen argumentos sobre diversas decisiones de traducción, mapas, diagramas y otra información; y más de 125,000 referencias cruzadas. La edición de referencia contiene las referencias cruzadas y agrega notas al pie sobre las decisiones de traducción y apéndices adicionales que proporcionan más detalles relacionados con ciertas decisiones de traducción y puntos de vista doctrinales. La edición de Referencia está agotada desde el lanzamiento de la revisión de 2013 de la Traducción del Nuevo Mundo.

#### Traducción Interlineal del Reino de los Escritos Griegos
El Comité de Traducción de la Nueva Biblia Mundial incluyó el texto en inglés de la Traducción del Nuevo Mundo en sus ediciones de 1969 y 1985 de La Traducción Interlineal del Reino de los Escritos Griegos. También incorpora el texto griego publicado por Westcott y Hort en El Nuevo Testamento en el Griego Original y una traducción literal palabra por palabra.

### Ediciones no impresas
En 1978, la Sociedad Watch Tower comenzó a producir grabaciones de la Traducción del Nuevo Mundo en casetes de audio, con el Nuevo Testamento lanzado para 1981 y el Antiguo Testamento en tres álbumes lanzados para 1990. En 2004, la NWT fue lanzada en formato de disco compacto en formato MP3 en los principales idiomas. Desde 2008, las descargas de audio de la NWT han estado disponibles en 18 idiomas en formatos MP3 y AAC, incluyendo soporte para podcasts.

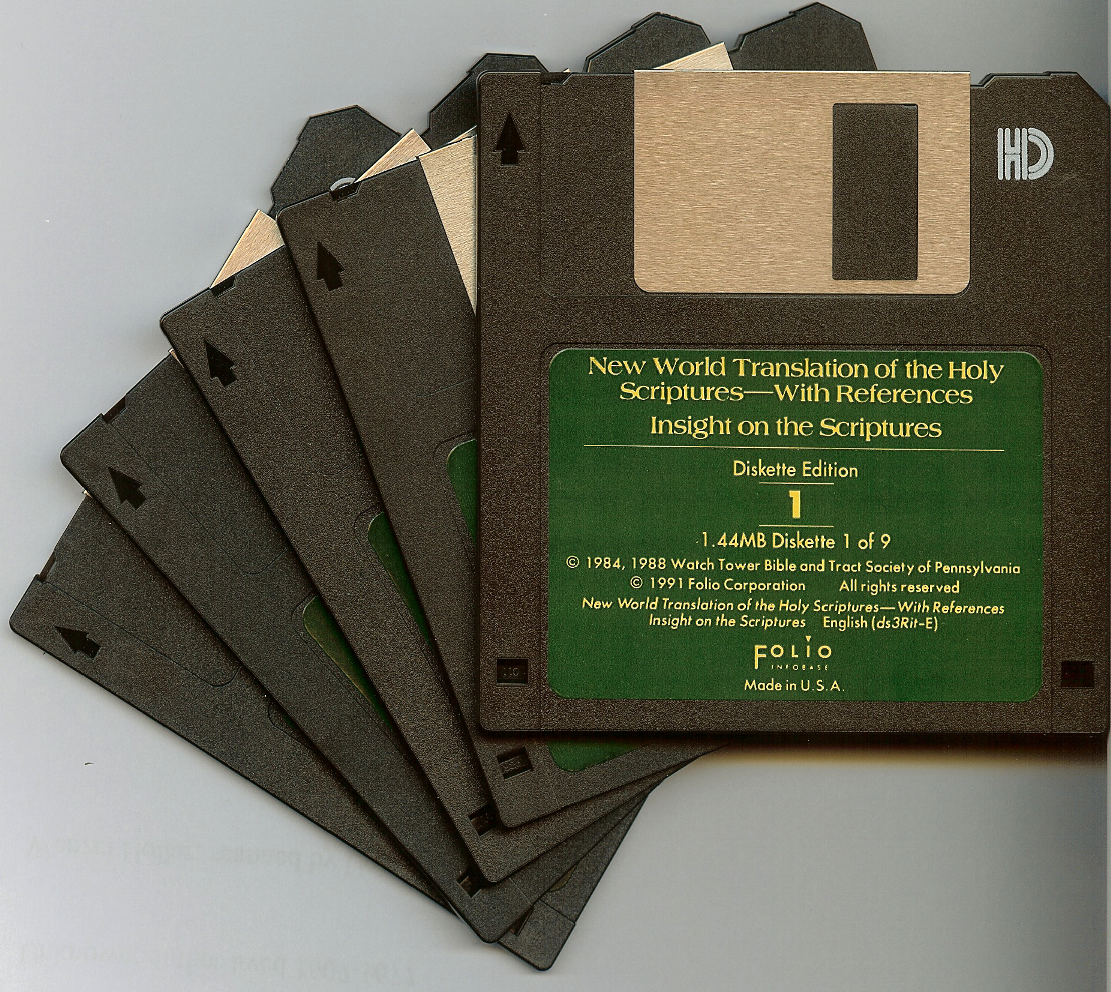
Una edición en disquetes de la NWT lanzada en 1993

En 1983, se lanzó la edición en Braille en inglés del Nuevo Testamento de la Traducción del Nuevo Mundo; la edición completa en Braille en inglés fue lanzada para 1988. Desde entonces, las ediciones de la NWT han estado disponibles en varios sistemas de Braille adicionales. La producción de la NWT en Lenguaje de Señas Estadounidense comenzó en 2006; el Nuevo Testamento estuvo disponible para 2010, y la edición completa en ASL fue lanzada en febrero de 2020.
En 1992, se lanzó una edición digital de la Traducción del Nuevo Mundo de las Santas Escrituras—Con Referencias en disquete. Desde 1994, la Traducción del Nuevo Mundo de las Santas Escrituras—Con Referencias se ha incluido en la Biblioteca de la Atalaya en CD-ROM. Ambas ediciones de la Traducción del Nuevo Mundo están disponibles en línea en varios idiomas y formatos digitales. Desde 2015, una Edición de Estudio de la Traducción del Nuevo Mundo se ha lanzado gradualmente en línea comenzando con los libros del Nuevo Testamento, basada en la revisión de 2013 con material de referencia adicional.

### Revisión crítica
Los eruditos bíblicos han observado los intentos de la Traducción del Nuevo Mundo por realizar una traducción precisa y conservadora, su aparato crítico y su uso de ediciones críticas modernas de los manuscritos bíblicos. La crítica hacia la Traducción del Nuevo Mundo se centra principalmente en cuestiones cristológicas en su traducción del Nuevo Testamento: la traducción de la palabra Kyrios (griego: Κύριος) como "Jehová" —usualmente traducida como "Señor" por los traductores clásicos—, su traducción de pasajes relacionados con la doctrina de la Trinidad y la divinidad de Cristo como Juan 1:1, y por su difícil entendimiento en la equivalencia formal. Los críticos del movimiento afirman que la NWT es académicamente deshonesta.

### Revisión general
En su revisión de traducciones bíblicas publicadas entre 1955 y 1985, el Diccionario Bíblico HarperCollins incluyó la Traducción del Nuevo Mundo entre las principales traducciones modernas.
En 1982, los teólogos Gordon Fee y Douglas K. Stuart en su libro Cómo leer la Biblia por todo lo que vale, describen la Traducción del Nuevo Mundo como una "traducción extremadamente literal" llena de "doctrinas heréticas". En 1985, Alan Stewart Duthie respondió a la afirmación de Fee y Stuart de que la NWT está "llena de las doctrinas heréticas de este culto", afirmando que aunque "hay algunas doctrinas heréticas que se pueden encontrar... [esto] no alcanza ni siquiera el 0.1% del total, lo cual está muy lejos de ser 'lleno'". Duthie añade que "si tu propósito es estudiar la Biblia en detalle [...] entonces se te puede recomendar usar la Biblia Nueva Jerusalem  o la Nueva Biblia Americana  por su accesibilidad y características de comentario, o la edición de estudio de otras traducciones. Si tu interés de estudio es más en el texto original, entonces podrías usar la Versión revisada estandar o la NASV".
En octubre de 1996, James B. Parkinson comparó varias traducciones y dio puntajes de precisión para 30 traducciones del Antiguo Testamento y 51 traducciones del Nuevo Testamento. Parkinson dio un puntaje de 76 para el Antiguo Testamento de la NWT (1960). Para el Nuevo Testamento, dio a la NWT (1950) en general un puntaje de 75, manuscritos: 99 y traducción: 66.5. Él calificó la Kingdom Interlinear Translation (1985) en general con 80, manuscritos: 99 y traducción: 73.5. Parkinson afirmó: "la Traducción del Nuevo Mundo de los Testigos de Jehová (NWT, 1950) ofrece una traducción relativamente precisa desde una perspectiva teológica diferente. Al igual que Rotherham, sin embargo, a menudo no es una lectura fluida."
En 2003, Jason BeDuhn afirmó que las diferencias entre la teología de los Testigos de Jehová y la de las denominaciones principales "crean una atmósfera hostil en la cual cada representante de esa teología principal acusa que cualquier variación en la NW de la traducción más familiar debe servir a los motivos ulteriores de distorsionar la 'verdad'".
En 2004, Anthony Byatt y Hal Flemings publicaron su antología Tu Palabra es Verdad, Ensayos en Celebración del 50 aniversario de la Traducción del Nuevo Mundo de las Santas Escrituras (1950, 1953). Incluyeron ensayos respondiendo a críticas de la Traducción del Nuevo Mundo por parte de no testigos, y una bibliografía de reseñas de la obra.
George D. Chryssides afirmó en 2019 que las críticas desfavorables de H. H. Rowley (1953), Julius R. Mantey (1974) y William Barclay (1953) "eran extremadamente vagas", pero que Bruce M. Metzger (1953) "mencionó algunas pasajes específicos que consideraba que estaban traducidos incorrectamente".

### Antiguo Testamento
Respecto al uso del inglés en el primer volumen de la Traducción del Nuevo Mundo de las Santas Escrituras Hebreas (Génesis a Rut, 1953), el erudito bíblico H. H. Rowley fue crítico con lo que llamó "literalismo rígido" y "construcción severa". Los caracterizó como "un insulto a la Palabra de Dios", citando varios versículos de Génesis como ejemplos. Rowley concluyó: "Desde el principio hasta el final, este [primer] volumen es un brillante ejemplo de cómo no debería traducirse la Biblia." Añadió en una revisión posterior que "el segundo volumen muestra las mismas fallas que el primero." Mientras fue miembro de la denominación, Rolf Furuli —un exprofesor de lenguas semíticas— afirmó que una traducción literal que sigue la estructura de la frase del idioma origen más que del idioma destino debe ser algo rígida e idiomáticamente. Furuli añadió que la evaluación de Rowley basada en su preferencia por traducciones idiomáticas ignora el objetivo declarado de la NWT de ser lo más literal posible.
Samuel Haas, en su revisión de 1955 del primer volumen de la NWT en el Journal of Biblical Literature, afirmó que no estaba de acuerdo con la introducción del nombre Jehová: "el sesgo religioso se muestra más claramente en la política de traducir el tetragrámaton como Jehová." Concluyó que "este trabajo indica un gran esfuerzo y pensamiento, así como considerable erudición, es lamentable que el sesgo religioso haya permitido colorear muchos pasajes."
En 1960, Frederick William Danker escribió, "no debe ser despreciada la Traducción del Nuevo Mundo de las Escrituras Hebreas, Traducida del Original por el Comité de la Traducción del Nuevo Mundo... 'los ortodoxos' no poseen toda la verdad, sin embargo, uno hace bien en 'probar los espíritus'."
En 1981, el erudito bíblico Benjamin Kedar-Kopfstein afirmó que el trabajo del Antiguo Testamento se basa en gran medida en la estructura formal del hebreo bíblico. En 1989, Kedar-Kopfstein dijo: "En mi investigación lingüística en relación con la Biblia hebrea y las traducciones, a menudo me refiero a la edición en inglés de lo que se conoce como la 'Traducción del Nuevo Mundo'. Al hacerlo, encuentro que mi sensación se confirma repetidamente de que este trabajo refleja un esfuerzo honesto por lograr una comprensión del texto que sea lo más precisa posible. Ofreciendo evidencia de un amplio dominio del idioma original, traduce las palabras originales a un segundo idioma de manera comprensible sin desviarse innecesariamente de la estructura específica del hebreo. ... Cada afirmación lingüística permite cierta latitud en la interpretación o traducción. Así que la solución lingüística en cualquier caso puede estar abierta a debate. Pero nunca he descubierto en la 'Traducción del Nuevo Mundo' una intención sesgada de leer algo en el texto que no contenga." En 1993, Kedar-Kopfstein dijo que la NWT es una de las obras de referencia que cita ocasionalmente.

### Nuevo Testamento
Edgar J. Goodspeed, traductor del Nuevo Testamento en Una Traducción Americana, evaluó positivamente la Traducción del Nuevo Mundo. Según el número del 15 de octubre de 1999 de The Watchtower, Goodspeed escribió a la Sociedad Torre del Vigía en 1950 diciendo: "Me interesa la obra misionera de su gente, y su alcance mundial, y estoy muy complacido con la traducción libre, franca y vigorosa. Exhibe una vasta cantidad de seria y sólida erudición, como yo puedo atestiguar."
Steven T. Byington dijo en 1950: "Los Testigos de Jehová han hecho su propia traducción del libro al que consideran 'Nuevo Testamento' un nombre ilegítimo. Está bien provisto de defectos y méritos. Byington informa que está de acuerdo con la traducción de algunas palabras y no con otras. Respecto a la introducción del nombre Jehová en lugar de señor, Byington dice: "quince páginas del prefacio presentan los argumentos para justificar esto. Creo que la justificación es insuficiente; pero 'Jehová' no sorprende a un lector". También menciona que el arreglo de los números de versículos evita la confusión "haciendo que sus números de versículos sean mucho más claros" y añade que "el uso de un papel de calidad inferior permite a los editores reducir el precio por debajo del ya bajo precio de la" Versión Revisada Estándar. Byington concluye: "el libro no proporciona una lectura continua placentera; pero si estás buscando traducciones excelentes o sugerentes, esta está entre las minas más ricas."
En 1952, el escritor religioso Alexander Thomson escribió acerca de la Traducción del Nuevo Mundo: "La traducción es evidentemente obra de eruditos hábiles e inteligentes, que han buscado expresar tanto del verdadero sentido del texto griego como el idioma inglés es capaz de expresar. ... Recomendamos sinceramente la Traducción del Nuevo Mundo de las Escrituras Griegas Cristianas, publicada en 1950 por la Sociedad Torre de Vigía de la Biblia y Tratados." En 1959, Thomson añadió que en general la versión era bastante buena, aunque estaba repleta de muchas palabras en inglés que no tenían equivalente en griego o hebreo.
Allen Wikgren (miembro del comité de la Versión Nueva Revisada Estándar, así como del comité que produjo el texto griego de la Sociedad Bíblica Unida) dijo en 1952: "Lecturas independientes de mérito a menudo se encuentran en otras versiones modernas del habla, como la Nueva Testament de Verkyl (1945) y la edición de los Testigos de Jehová del Nuevo Testamento (1950)".
En 1953, el exmiembro de la junta de la Sociedad Bíblica Americana Bruce M. Metzger afirmó que la traducción estaba escrita para apoyar las doctrinas de los Testigos de Jehová, con "varias traducciones bastante erróneas del griego", y citó 6 ejemplos (Juan 1:1, Col. 1:15-17, Fil. 2:6, Tito 2:13, 2 Pedro 1:1, y Apocalipsis 3:14). En 1964, Metzger revisó nuevamente la NWT y concluyó: "en general, uno obtiene una impresión bastante buena del equipamiento académico de los traductores (cuyos nombres no se divulgan). Se refieren no solo a traducciones modernas [...] sino también a traducciones antiguas. Frecuentemente se observa un uso inteligente de la información crítica". Metzger señaló que la consistencia en la decisión de traducir "la misma palabra griega por la misma palabra en inglés tiene un aspecto ficticio de fidelidad al original, lo que tiende a producir cierta rigidez, resultando en la distorsión del efecto del original". Metzger consideró que la traducción de Κύριος como Jehová en la Traducción del Nuevo Mundo era indefendible: "Algunas de las traducciones que son simplemente indefendibles incluyen lo siguiente. La introducción de la palabra 'Jehová' en el texto del Nuevo Testamento". Añadió que "es completamente carente de significado crítico que se nos diga que las traducciones modernas del Nuevo Testamento" traducen 'Señor' por el Tetragrámaton. Metzger también criticó las traducciones de la NWT de 3 versículos: Juan 1:1 y Colosenses 1:16, como en 1953, y añade Judas 11–15.
En 1953, J. Carter Swaim escribió que "a veces se objeta a las nuevas traducciones bajo el argumento de que abolir frases arcaicas tiende a devaluar la Escritura". Refiriéndose a la Traducción del Nuevo Mundo de las Escrituras Griegas Cristianas, agregó: "es una traducción que tiene sus propias peculiaridades, y también sus propias excelencias. Los Testigos, entusiastas en la difusión de sus principios, la consideran uno de sus dispositivos más efectivos".
El teólogo William Barclay concluyó en 1953: "la distorsión deliberada de la verdad por parte de esta secta se ve en sus traducciones del Nuevo Testamento. Juan 1:1 se traduce: '...el Verbo era un dios', una traducción que es gramaticalmente imposible... Es abundantemente claro que una secta que puede traducir el Nuevo Testamento de esa manera es intelectualmente deshonesta".
En 1954, el teólogo unitario Charles Francis Potter declaró acerca de la Traducción del Nuevo Mundo: "Aparte de algunas peculiaridades semánticas como traducir la palabra griega stauros como 'poste' en lugar de 'cruz', y el uso a menudo sorprendente de lo coloquial y lo vernáculo, los traductores anónimos ciertamente han rendido los mejores textos manuscritos, tanto griegos como hebreos, con habilidad y agudeza académica".
Frederick E. Mayer escribió en 1954: "Es una versión que apoya la negación de doctrinas que las iglesias cristianas consideran fundamentales, como la coigualdad de Jesucristo con el Padre, la personalidad del Espíritu Santo y la supervivencia de la persona humana después de la muerte física. Enseña la aniquilación de los malvados, la no existencia del infierno y la naturaleza puramente animal del alma del hombre".
En 1961, F. F. Bruce afirmó: "algunas de sus traducciones distintivas reflejan las interpretaciones bíblicas con las que hemos llegado a asociar a los Testigos de Jehová (por ejemplo, 'el Verbo era un dios' en Juan 1:1)". También dijo que "algunas de las traducciones que están libres de una tendencia teológica parecen bastante buenas".
En su reseña en el Andover Newton Quarterly en 1963, Robert M. McCoy informó: "en no pocas ocasiones, la Traducción del Nuevo Mundo contiene pasajes que deben considerarse como 'traducciones teológicas'. Este hecho es particularmente evidente en aquellos pasajes que expresan o implican la deidad de Jesucristo". Concluye: "La traducción del Nuevo Testamento es evidencia de la presencia en el movimiento de académicos calificados para tratar inteligentemente con los muchos problemas de la traducción bíblica. Esta traducción, como observa J. Carter Swaim, tiene sus peculiaridades y sus excelencias. En general, parecería que es necesario reconsiderar el desafío de este movimiento a las iglesias históricas".
En 1963, el teólogo Anthony A. Hoekema escribió: "Su Traducción del Nuevo Mundo de la Biblia de ninguna manera es una rendición objetiva del texto sagrado al inglés moderno, sino una traducción sesgada en la que se introducen muchas de las enseñanzas peculiares de la Sociedad Watchtower en el texto mismo de la Biblia".
Samuel MacLean Gilmour dijo en 1966: "en 1950 los Testigos de Jehová publicaron su Traducción del Nuevo Testamento, y la preparación de la traducción del Antiguo Testamento del Nuevo Mundo está ahora muy avanzada. La traducción del Nuevo Testamento fue realizada por un comité cuya membresía nunca se ha revelado —un comité que poseía una competencia inusual en griego y que hizo del texto griego de Westcott y Hort la base de su traducción. Es claro que consideraciones doctrinales influenciaron muchas vueltas de frase, pero el trabajo no es ninguna tontería ni un fraude pseudo-histórico".
En 1967, Robert H. Countess escribió que la "TNM tiene ciertas características loables, por ejemplo, un apparatus criticus —todos deben admitir", pero describió la traducción de "un dios" en Juan 1:1 como "muy desafortunada por varias razones". En 1982, en su análisis crítico The Jehovah's Witness' New Testament, escribió que la TNM "debe ser vista como un trabajo radicalmente sesgado. En algunos puntos es realmente deshonesto. En otros no es ni moderno ni académico". Rolf Furuli, mientras era miembro de la denominación, respondió que "Countess atribuye a los traductores de la TNM reglas de traducción que nunca han expresado, y luego muestra inconsistentemente que los traductores han seguido estas reglas [...] Su descripción de la TNM, por lo tanto, no es una presentación equilibrada y académica; más bien, se entrega tanto a una caricatura emocionalmente inspirada como a un espíritu partidista".
Julius R. Mantey, coautor de A Manual Grammar of the Greek New Testament y A Hellenistic Greek Reader, dijo en 1980 que la traducción de Juan 1:1 por parte de la TNM es "una chocante mala traducción" y "obsoleta e incorrecta".
En 2003, los teólogos John Weldon y John Ankerberg revisaron la New World Translation, afirmando: "nuestro objetivo en este artículo es hacer una breve crítica de la traducción al inglés de The New World Translation of the Holy Scriptures (NWT) de la Watchtower Bible and Tract Society de los Testigos de Jehová". Weldon y Ankerberg acusaron a los traductores de la TNM de realizar traducciones que se ajustan "a su teología preconcebida y no bíblica", citando varios ejemplos que consideraron en apoyo de vistas teológicas en lugar de una traducción precisa.
La edición de 2003 de la New Catholic Encyclopedia declara: "[Los Testigos de Jehová] no tienen permitidos otros libros que la Biblia y las publicaciones propias de la sociedad, que incluyen su propia traducción de la Biblia con un impresionante critical apparatus. El trabajo es excelente excepto cuando el conocimiento científico entra en conflicto con las doctrinas aceptadas del movimiento. En su llamada New World Translation, el término Kyrios se traduce como Jehová en lugar de Señor en todo el Nuevo Testamento (237 veces) excepto en Filipenses 2:11, donde San Pablo refiere la palabra a Cristo". Andrews responde que es una "mentira flagrante" que se prohíban otros libros, porque docenas de Testigos de Jehová enseñan en universidades, tienen extensas bibliotecas y muchos de ellos son ancianos.
En 2004, el historiador Jason BeDuhn examinó pasajes del Nuevo Testamento en los que creía que "es más probable que interfiera el sesgo en la traducción" de "las Biblias más ampliamente utilizadas en el mundo de habla inglesa". BeDuhn comparó las versiones del King James, el (New) Revised Standard, el New International, la New American Bible, la New American Standard Bible, la Amplified Bible, la Living Bible, la Today's English y la versión de la TNM en Mateo 28:9, Filipenses 2:6, Colosenses 1:15–20, Tito 2:13, Hebreos 1:8, Juan 8:58, Juan 1:1. Para cada pasaje, comparó el texto griego con las traducciones de cada versión en inglés y buscó intentos sesgados de cambiar el significado. BeDuhn dijo que la New World Translation no era "libre de sesgo", añadiendo que mientras el público general y varios estudiosos bíblicos podrían asumir que las diferencias en la New World Translation son el resultado de un sesgo religioso, él consideraba que era "la más precisa de las traducciones comparadas", y una "traducción notablemente buena". Añadió que "la introducción del nombre 'Jehová' en el Nuevo Testamento 237 veces no es una traducción precisa según el principio más básico de precisión", y que "viola la precisión en favor de expresiones preferidas denominacionalmente para Dios". En respuesta, Thomas Howe criticó enérgicamente la revisión positiva de BeDuhn de la New World Translation, afirmando que el objetivo principal de BeDuhn es negar la deidad de Cristo. Según Howe, "en esta evaluación crítica, los argumentos de BeDuhn son desafiados y sus conclusiones cuestionadas".
En 2008, Kenneth J. Baumgarten y Kevin Gary Smith publicaron un artículo en la revista Conspectus del Seminario Teológico de Sudáfrica titulado "Examen de la Consistencia de la Traducción del Nuevo Mundo con la Filosofía Declarada de los Traductores", en el cual estudiaron el uso del término griego θεός en referencia a Jesucristo y concluyeron que "en siete de los nueve textos de muestra, la TNM viola uno o más de sus valores y principios de traducción declarados. Dijeron que la violación más común es su tendencia pervasiva a subvertir la comprensión más natural del texto griego a favor de una 'visión religiosa preferida'".
George D. Chryssides señaló en 2016 que la traducción del Nuevo Mundo de pasajes sobre el papel de Cristo en la creación del mundo —por ejemplo, en Colosenses 1:15-17— está redactada de tal manera que sugiere que Cristo fue creado y no, como afirma el Credo de Nicea, "engendrado por el Padre antes de todos los mundos, Dios de Dios".

### Comentarios sobre versiones no inglesas
Cees Houtman escribió sobre la traducción al neerlandés en 1984: "respeto y conocimiento son los requisitos que debe cumplir un traductor. Se observó anteriormente que en el pasado a menudo se expresaba desconfianza respecto al trabajo de traducción de personas pertenecientes a otra modalidad o denominación y existía el temor de que los puntos de vista teológicos se reflejaran en la traducción. Sin embargo, una evaluación puramente objetiva de las traducciones debe concluir que solo en casos muy excepcionales se pueden señalar pasajes en los cuales el punto de vista confesional (o político y social) de los traductores se transparenta. Incluso la Traducción del Nuevo Mundo de los Testigos de Jehová puede resistir el escrutinio de los críticos. En este contexto, también se debe notar, por ejemplo, que los Remonstrantes y Menonitas pudieron utilizar la SV ([Statenvertaling]). La Escritura y las creencias religiosas tienden a manifestarse en notas e introducciones a las traducciones."
La Sociedad Bíblica Evangélica Alemana revisó la edición en lengua alemana de 1986 y describió la TNM como una "traducción precisa en muchos aspectos, pero tendenciosa en el sentido de las enseñanzas especiales de los Testigos de Jehová".
En 2004, Xabier Pikaza escribió sobre la traducción al español: "Traducción del Nuevo Mundo ... es el nombre que los Testigos de Jehová dan a su versión de la Biblia, basada en la convicción de que las otras versiones, en todos los idiomas, están de alguna manera contaminadas por los presupuestos de las diversas iglesias y confesiones cristianas. Solo esta versión reflejaría el contenido exacto de las Escrituras en los idiomas originales, porque 'La Biblia es la Palabra de Dios siempre que esté bien traducida'. No es una traducción directa de los idiomas originales, sino que se hace desde el texto inglés (publicado en 1960), aunque los editores afirman haber consultado fielmente los textos originales hebreo y griego. La edición, en dos columnas, está muy cuidada; incluye un aparato crítico y numerosas referencias intertextuales. Muchos estudiosos católicos y protestantes han acusado a esta Biblia de errores e interpretaciones sesgadas. Pero, en general, ofrece una visión confiable de la Palabra de Dios, que puede llevar a los hombres al Nuevo Mundo, es decir, al Reino Mesías".
Sverre Bøe en 2011 dijo que "la versión noruega de la Traducción del Nuevo Mundo de las Sagradas Escrituras (TNM) por los Testigos de Jehová pretende ser 'precisa', literal y precisa, y en muchos aspectos realmente lo es. Sin embargo, una serie de preocupaciones dogmáticas rompen con tales principios, a menudo basados en una comprensión anti-trinitaria".

### Traducción Interlineal del Reino de las Escrituras Griegas
Thomas Nelson Winter consideró que la Traducción Interlineal del Reino de las Escrituras Griegas es "una ayuda altamente útil para dominar el griego koiné (y clásico)", añadiendo que la traducción "está completamente actualizada y es consistentemente precisa".
Julius R. Mantey afirmó que la TI "cambió los textos en decenas de pasajes para afirmar lo que los Testigos de Jehová creen y enseñan. Eso es una distorsión, no una traducción."
Según la edición del 1 de febrero de 1998 de La Atalaya, Jason BeDuhn ordenó copias de la TI para sus estudiantes en la Universidad de Indiana Bloomington, y escribió que "es la mejor interlineal del Nuevo Testamento disponible".

### Pasajes controvertidos
Muchas críticas a la Traducción del Nuevo Mundo involucran la traducción de ciertos textos en el Nuevo Testamento considerados sesgados a favor de prácticas y doctrinas específicas de los Testigos de Jehová. Estos incluyen:
- el uso de "poste de tormento" en lugar de "cruz" como el instrumento de la crucifixión de Jesús;[22][152]
- el uso del artículo indefinido ("un") en su traducción de Juan 1:1 para decir "el Verbo era un dios";[22][152][158]
- el término "declaración pública" en Romanos 10:10, que puede reforzar el imperativo de participar en la predicación pública;[152]
- el término "adquirir conocimiento" en lugar de "conocer" en Juan 17:3 (en la revisión de 1984), para sugerir que la salvación depende de un estudio continuo;[152]
- la colocación de la coma en Lucas 23:43, que afecta el momento en que se cumple la promesa de Jesús al ladrón en el Calvario.[159]

## Prohibición en Rusia
En 2017, la Traducción del Nuevo Mundo, junto con la organización de los Testigos de Jehová, fue prohibida en Rusia, después de que la fiscalía utilizara citas de Wikipedia para argumentar que la traducción es extremista y no una verdadera Biblia. Esta decisión fue cuestionada por observadores internacionales e incluso por Alexander Dvorkin, quien previamente había solicitado la prohibición de la organización de los Testigos de Jehová.